# Helldivers
Helldivers — це відеогра у жанрі Shoot 'em up, розроблена Arrowhead Game Studios і видана Sony Computer Entertainment . Гра була випущена для PlayStation 3, PlayStation 4 і PlayStation Vita (з крос-ігрою) у березні 2015 року. Версія для Microsoft Windows була також випущена через Steam 7 грудня 2015 року, що зробило її першою грою Sony, опублікованою для Windows.
Helldivers підтримує локальний та онлайновий кооператив для чотирьох гравців. Helldivers отримала позитивні відгуки критиків. Продовження Helldivers 2 було анонсовано в травні 2023 року та випущено 8 лютого 2024 року.

## Ігровий процес
У Helldivers гравцеві потрібно координувати свої дії під час хаотичного бою, щоб виконувати цілі та уникати втрат від дружнього вогню. Гра зіштовхує гравців з трьома різними видами ворогів і ставить перед ними завдання забезпечити виживання Суперземлі. Гравці беруть участь у процедурно згенерованих місіях, де гравці повинні досягти низки цілей. На початку кожної місії гравці можуть вибрати своє спорядження (комплекти зброї, обладнання та спорядження) і позиції розгортання. Вони також можуть використовувати унікальність гри механіка стратегії, щоб розширити їхні можливості, відповідаючи макету карти чи їх індивідуальному стилю гри. Наприклад, гравець може вибрати стратегії, які зосереджуються на забезпеченні додаткової вогневої потужності чи мобільності, або надати собі допоміжні здібності, як-от виклик точних авіаударів.
У грі є один варіант складності, хоча гравець може вибрати важку або легку планету для своїх місій. Це змінилося в ході розвитку.
У кожній місії гравець повинен битися або пробиратися через контрольовану ворогом територію, щоб виконати поставлені завдання, а потім втекти на десантному кораблі. Можна провалити деякі з поставлених завдань без негайної програші. Часто гравцеві корисно уникати прямого бою, якщо це можливо, оскільки ворог має нескінченне підкріплення, а в грі немає нагород за просте вбивство ворогів.
У грі зберігається багато механік, загальних для жанру, як-от Fog of War і карта, на якій показано будь-яких ворогів, яких гравець (-и) може зараз бачити. Ворог буде патрулювати свою територію, перешкоджаючи спробі гравця виконати поставлені цілі. Ворожі підрозділи, які вступають у контакт з гравцем(ами), намагатимуться підняти тривогу, що призведе до безперервних хвиль ворожого підкріплення, доки тривога залишається активною. Гравець може запобігти сигналу тривоги, уникаючи ворожих патрулів, якщо це можливо, і може скасувати тривогу, знищивши всі одиниці, які наразі знають про гравця, або втікаючи з області.
Після того, як усі цілі місії будуть успішно виконані або не виконані, гравець повинен викликати десантний корабель і втекти з усіма підрозділами, що залишилися. Це займає 90 секунд і привертає увагу противника до зони приземлення, що призводить до важкого бою. Вхід у десантний корабель завершує місію.

### Мультиплеер
Дружній вогонь завжди активний. Це включає особисту зброю гравців, а також інші, менш прямі джерела, такі як авіаційна підтримка та розгорнуті вежі. Падіння запасів або розгортання транспортних засобів також можуть розгромити союзників, вимагаючи від гравців ретельного планування своїх дій під час багатьох хаотичних бойових дій у грі або вжиття превентивних заходів, щоб зменшити ці ризики. Варіанти включають модернізацію веж, щоб припинити стрілянину, коли гравці виходять на лінію вогню, або вибрати зброю, яка стріляє над союзниками. 
Багатокористувацька гра має відчутні переваги, оскільки товариші по команді можуть допомогти збитому союзнику відновитися, а також надати ліки чи боєприпаси. Декілька видів важкої зброї постачаються з рюкзаком, у якому другий гравець може допомогти перезарядити, а деякі ресурси можна об’єднати, щоб отримати доступ до групи. У онлайн-грі можна дозволити випадковим гравцям приєднатися до поточної місії за допомогою необов’язкового пошуку партнерів . 

## Сюжет
У антиутопічному всесвіті Helldivers людство править « керованою демократією », зміною сучасної демократії, де результати виборів більш передбачувані. Псевдодемократія стала чимось більшим, ніж способом обрання уряду, вона стала віровченням, за яке борються мешканці Суперземлі, не усвідомлюючи повністю, що це означає.
Супер Земля, вигадана футуристична Земля, з усіх боків оточена трьома ворожими расами (жуками, кіборгами та ілюмінатами), які, на думку уряду, так чи інакше потребують упокорення. І хоча Helldivers є суто бойовою одиницею, їм часто доручають відновити технологію, активувати масляні насоси чи іншу діяльність, яку уряд вважає важливою для збереження свободи та «спосіб життя» Суперземлі.

## Оцінки
| Агрегатор  | Оцінка                   |
| ---------- | ------------------------ |
| Metacritic | (PC) 83/100 (PS4) 81/100 |

| Видання                            | Оцінка       |
| ---------------------------------- | ------------ |
| Destructoid                        | (PS4) 9/10   |
| Electronic Gaming Monthly          | (PS4) 7/10   |
| Famitsu                            | 31/40        |
| Game Informer                      | (PS4) 8.5/10 |
| GameSpot                           | (PS4) 8/10   |
| GameZone                           | (PS4) 9.5/10 |
| IGN                                | (PS4) 9/10   |
| PlayStation Official Magazine — UK | (PS4) 8/10   |
| Shacknews                          | (PS4) 8/10   |
| USgamer                            | (PS4) 4/5    |
| VentureBeat                        | (PS4) 75/100 |

Гра отримала «загалом схвальні відгуки» на PlayStation 4 і ПК, згідно з сайтом агрегатором рецензій Metacritic. У Японії, де гру було перенесено до випуску 5 березня 2015 року, Famitsu поставив їй дві вісімки, одну сімку та одну вісімку, що становить 31 бал із 40. 
IGN зіграла демо-версію Helldivers на Gamescom 2013 і позитивно оцінила демо. Game Informer також дав позитивну оцінку демонстрації, зазначивши, що це «непросто, але це повернення до класичних шутерів зверху вниз — це все одно гарний час».
Оглядач GameSpot Камерон Вулсі зазначив, що у версії для PlayStation 4 є «фантастичний спільний екшн», але «не вистачає місій та історії».  IGN сказав про ту саму версію для PS4: «Жорстокий, цілеспрямований і механічно насичений, Helldivers — це один із найкращих кооперативних екшенів, які ви можете мати». 
У веб-серіалі Previously Recorded на основі рецензії Річ Еванс описав гру як «стратегічну»:
На перший погляд, коли я побачив відео про це, здалося, що це просто стрілялка з двома джойстиками. Я очікував на щось дуже просте, але веселе, але в результаті гра виявилася значно глибшою. Я думав, що це буде стрілялка, але вона більше стратегічна... Це, це стратем-ап! "Стратегічна стрілялка". Адже тут не просто стріляти по об'єктах і ухилятися від куль, тут більше, ніж це.
Helldivers було номіновано на " Екшн-гру року " та виграно в номінації " Мобільна гра року " на 19-й щорічній церемонії нагородження DICE,Академії інтерактивних мистецтв і наук.

## Продовження
У травні 2023 року Arrowhead Game Studios і Sony Interactive Entertainment анонсували продовження під назвою Helldivers 2 . На відміну від першої гри, сиквел більше не є шутером із видом зверху, а шутером від третьої особи . Гра була випущена для PlayStation 5 і Microsoft Windows 8 лютого 2024 року. 
1. 1 2 3 4 5 6 7 8 9 10 11 12 13 14 15 16 17 18 19 20 21  Steam — 2003.
2. ↑  Humble Store
3. ↑  Hedström, Malin (13 лютого 2015). Prepare for War: Helldivers Launches March 3rd. PlayStation Blog. Sony Interactive Entertainment. Архів оригіналу за 8 березня 2019. Процитовано 10 вересня 2022.
4. ↑  Matulef, Jeffery (6 листопада 2015). Helldivers is coming to Steam next month. Eurogamer. Gamer Network. Архів оригіналу за 10 вересня 2022. Процитовано 10 вересня 2022.
5. ↑  Farokhmanesh, Megan (20 серпня 2013). Magicka devs launching Helldivers for PS3, PS4, PS Vita and PC. Polygon. Vox Media. Архів оригіналу за 5 серпня 2017. Процитовано 26 січня 2014.
6. ↑  Cook, Dave (20 серпня 2013). Helldivers coming to PS3, PS4 and PS Vita, with cross-play over all formats. VG247. Gamer Network. Архів оригіналу за 10 вересня 2022. Процитовано 10 вересня 2022.
7. ↑  Helldivers for PC Reviews. Metacritic. Red Ventures. Архів оригіналу за 2 березня 2016. Процитовано 27 лютого 2016.
8. ↑  Helldivers for PlayStation 4 Reviews. Metacritic. Red Ventures. Архів оригіналу за 7 березня 2016. Процитовано 27 лютого 2016.
9. ↑  Zimmerman, Conrad (3 березня 2015). Review: Helldivers (PS4). Destructoid. Enthusiast Gaming. Архів оригіналу за 10 вересня 2022. Процитовано 10 вересня 2022.
10. ↑  Carsillo, Ray (3 березня 2015). Helldivers review (PS4). EGMNow. EGM Media, LLC. Архів оригіналу за 16 травня 2019. Процитовано 10 вересня 2022. [Архівовано 2019-05-16 у Wayback Machine.]
11. ↑  Romano, Sal (23 березня 2015). Famitsu Review Scores: Issue 1373. Gematsu. Архів оригіналу за 10 вересня 2022. Процитовано 10 вересня 2022.
12. ↑  Marchiafava, Jeff (3 березня 2015). Helldivers Review (PS4). Game Informer. GameStop. Архів оригіналу за 27 лютого 2024. Процитовано 10 вересня 2022. [Архівовано 2024-02-27 у Wayback Machine.]
13. ↑  Woolsey, Cameron (3 березня 2015). Helldivers Review (PS4) [date mislabeled as "March 9, 2015"]. GameSpot. Red Ventures. Архів оригіналу за 3 березня 2015. Процитовано 3 березня 2015.
14. ↑  Splechta, Mike (3 березня 2015). Helldivers Review (PS4). GameZone. Архів оригіналу за 6 березня 2015. Процитовано 10 вересня 2022.
15. ↑  Ingenito, Vince (13 березня 2015). Helldivers Review (PS4). IGN. Ziff Davis. Архів оригіналу за 10 вересня 2022. Процитовано 10 вересня 2022.
16. ↑  Helldivers (PS4). PlayStation Official Magazine – UK. Future plc. May 2015. с. 94.
17. ↑  Perez, Daniel (3 березня 2015). Helldivers Review: To Hell and Back (PS4). Shacknews. Gamerhub. Архів оригіналу за 10 вересня 2022. Процитовано 10 вересня 2022.
18. ↑  Rignall, Julian "Jaz" (3 березня 2015). Helldivers PS4 Review: Hardcore Shooter. USgamer. Gamer Network. Архів оригіналу за 10 вересня 2022. Процитовано 10 вересня 2022. [Архівовано 2022-09-10 у Wayback Machine.]
19. ↑  Appleton, Rory (3 березня 2015). Helldivers is a challenging arcade-style bloodbath set in a boring universe. VentureBeat. Архів оригіналу за 10 вересня 2022. Процитовано 10 вересня 2022.
20. ↑  Moriarty, Colin (24 серпня 2013). Gamescom: In Helldivers, You Probably Won't Survive. IGN. Ziff Davis. Архів оригіналу за 13 січня 2014. Процитовано 26 січня 2014.
21. ↑  Reeves, Ben (24 серпня 2013). Helldivers (Preview). Game Informer. GameStop. Архів оригіналу за 12 березня 2014. Процитовано 26 січня 2014. [Архівовано 2014-03-12 у Wayback Machine.]
22. ↑  'Previously Recorded' Helldivers (TV Episode 2016). IMDb. 20 січня 2016. Архів оригіналу за 13 лютого 2017. Процитовано 6 грудня 2017.
23. ↑  Academy Membership Honors 19th D.I.C.E. Awards Winners (PDF). Academy of Interactive Arts & Sciences. 18 лютого 2016. Архів (PDF) оригіналу за 20 лютого 2016. Процитовано 24 лютого 2016.
24. ↑  Stedman, Alex (14 вересня 2023). Helldivers 2 Gets a 2024 Release Date and New Look at Gameplay. Процитовано 14 вересня 2023.